# Southwell (Nottinghamshire)
Southwell è una cittadina di 6 900 abitanti della contea del Nottinghamshire, in Inghilterra. Degna di nota la cattedrale detta Southwell Minster.
Qua nacque il calciatore Ted Hufton.